# Mero (Raumfachwerk)
Mero (eigene Schreibweise MERO) ist der Markenname für ein weltweit verwendetes Stahlrohr-Baukastensystem im Bereich Raumfachwerke (RFW) des Herstellers Mero-TSK International.

## Konstruktionen
Der Unternehmensgründer Max Mengeringhausen (1903–1988) verwendete Stahlrohre, die an den Enden zugespitzt sind und verband sie zu statischen Konstruktionen mit kugelförmigen Verbindungselementen, die gewisse Winkeleinstellungen bei der Konstruktion vorgeben (Meroknoten). Da die Konstruktionsteile vorgefertigt und die Verbindungen schnell fixierbar sind, kann das Mero-RFW einfach transportiert und vor Ort montiert werden. Der Firmenname setzt sich zusammen aus dem Anfang „Me“ des Nachnamens des Unternehmensgründers Mengeringhausen und dem „Ro“ für die Rohrbauweise.
Mero-Konstruktionen wurden z. B. bei der Dachkonstruktion von Autobahnraststätten, Grenzübergängen oder Flughäfen sowie bei Hallen und anderen Dachkonstruktionen in ebener und gekrümmter Form verwendet. Die in Deutschland bekanntesten Beispiele sind die Überdachung des „alten“ Olympiastadions in Berlin, die Glashalle der Leipziger Messe, der Fernbahnhof am Flughafen Frankfurt (Main) und des Hauptbahnhofs in Berlin aber auch das Spezialitätenrestaurant/die Großgaststätte nahe dem Riesenrad im Spreepark.

## Geschichte
Die Firma Mero wurde 1928 gegründet.
1974 wurde die erste Dachkonstruktion mit Hilfe des damals neu gegründeten EDV-Rechenzentrums statisch berechnet. Dafür wurde Mero im selben Jahr mit dem Deutschen Stahlbaupreis ausgezeichnet.
Mero war 2009–2010 beim Bau der Ferrari World in Abu Dhabi beteiligt, die das weltweit größte Raumfachwerk haben soll.

## Galerie

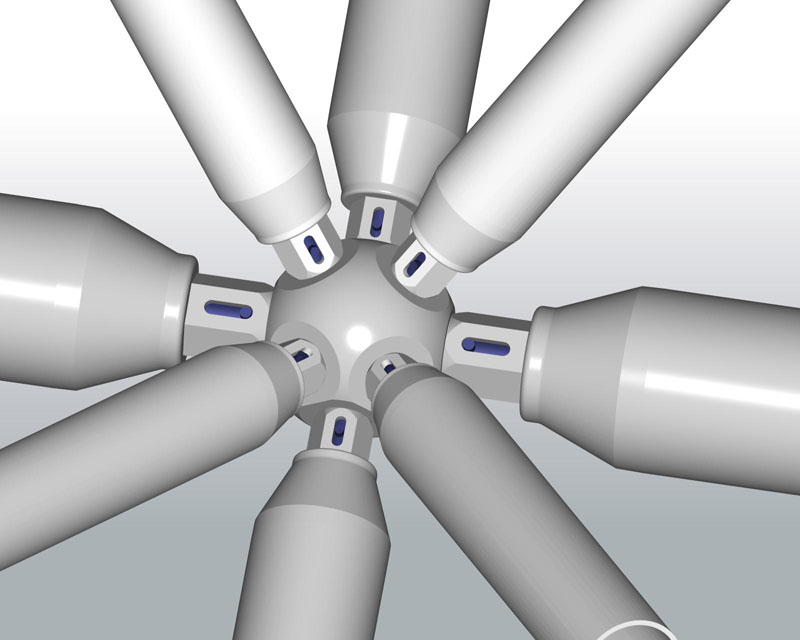
Computergrafik eines Meroknotens
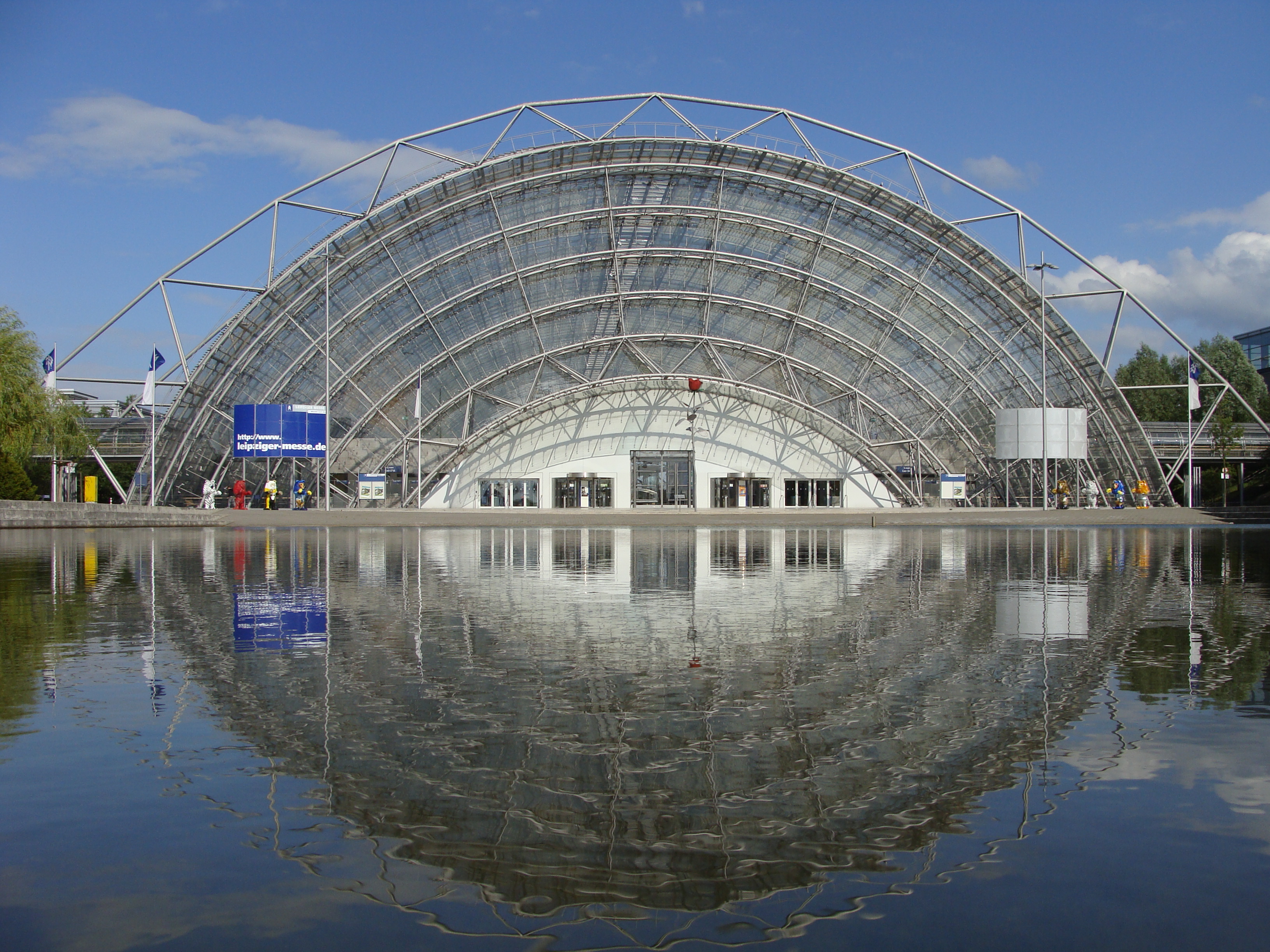
Glashalle der Leipziger Messe
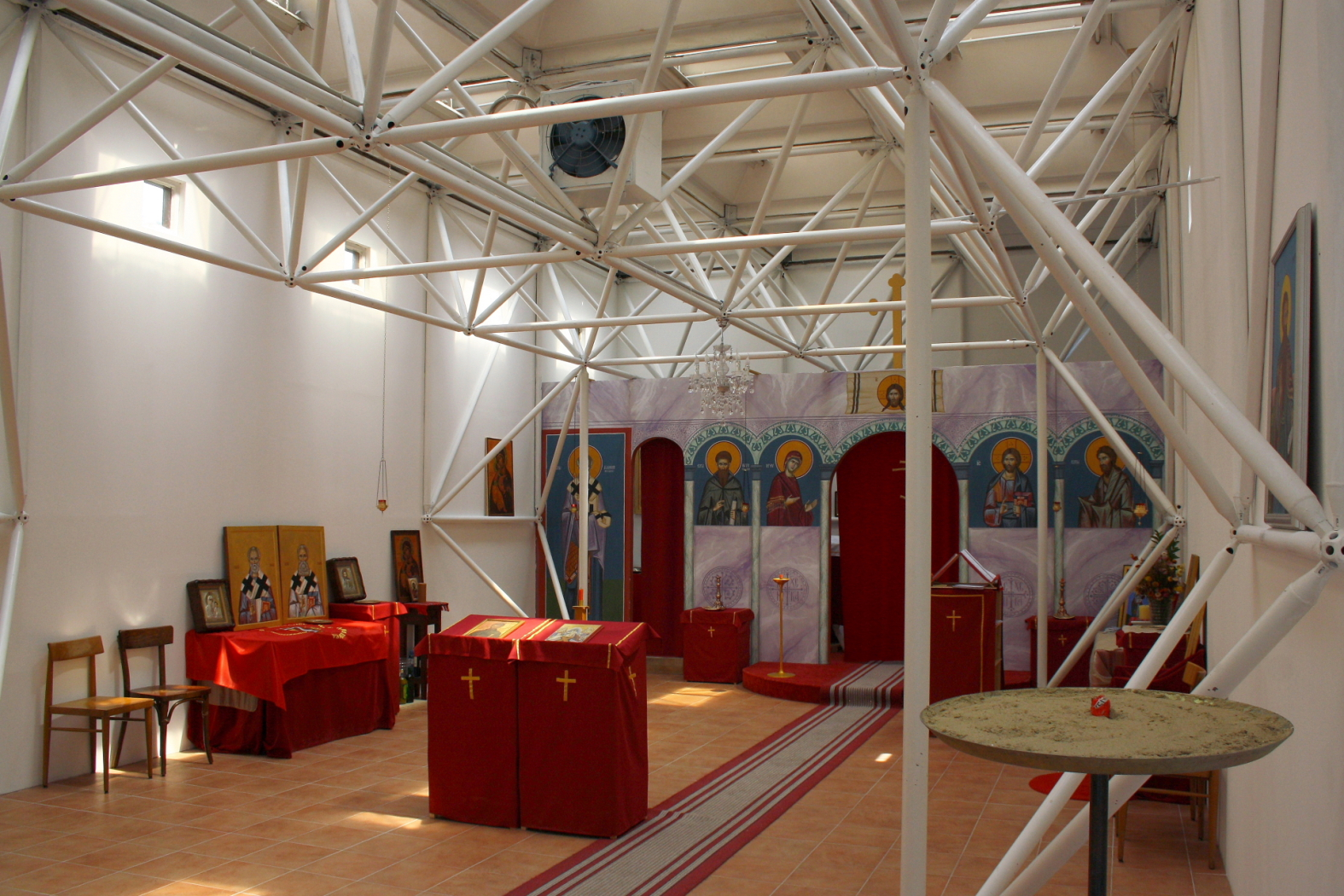
Kirche Siemensstraße in Wien
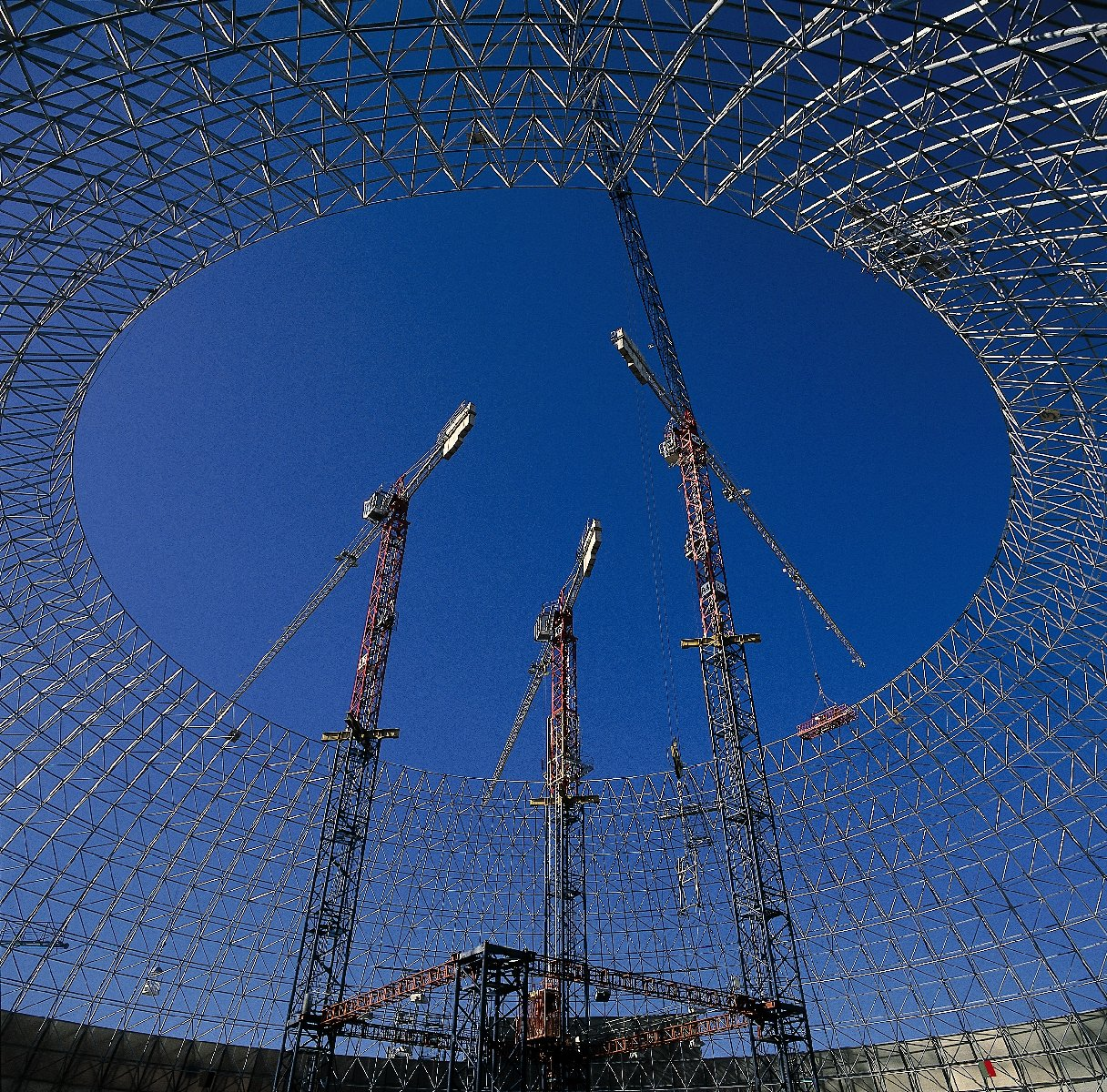
Ericsson Globe in Stockholm (im Bau, 1987)
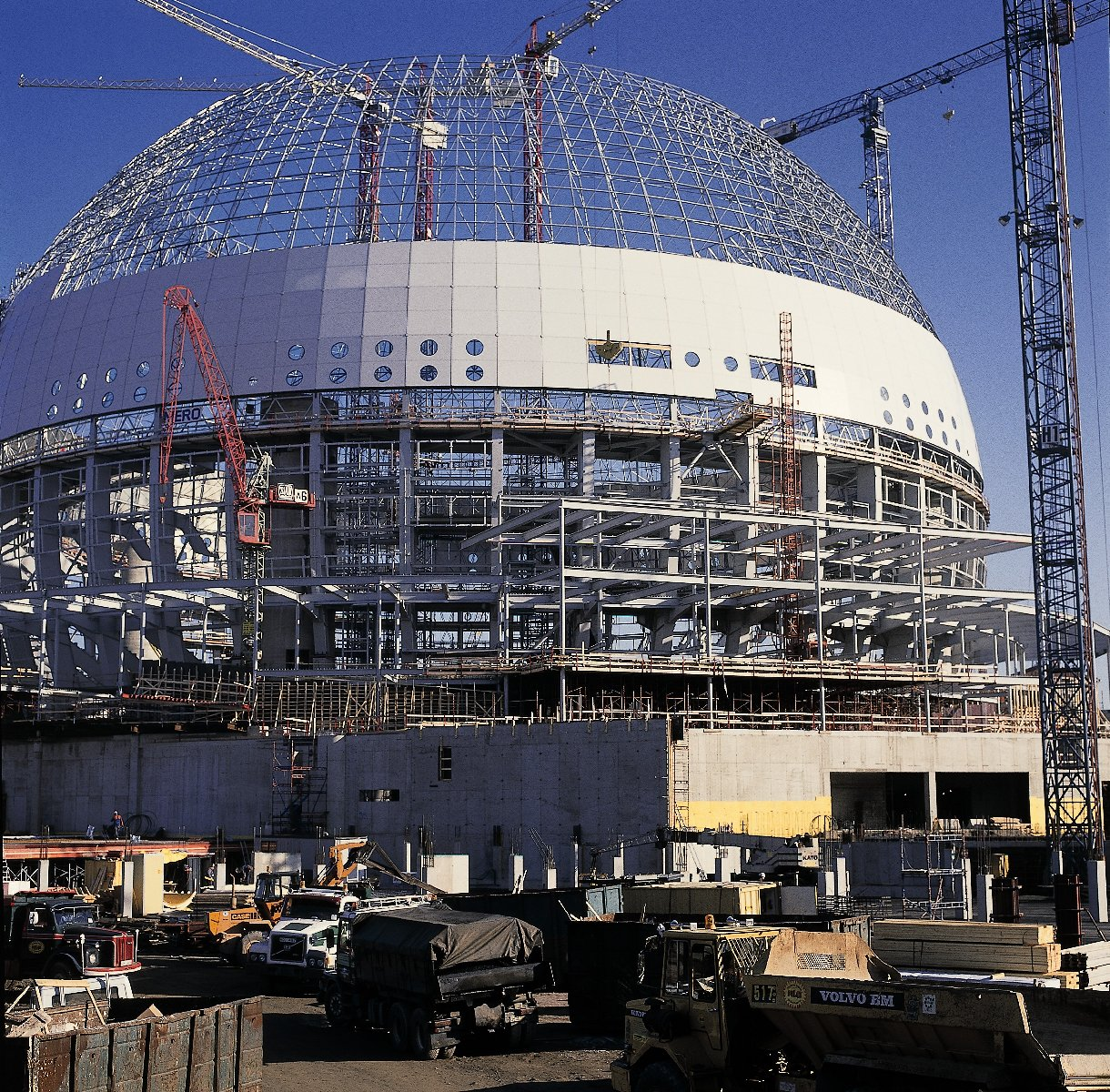
Ericsson Globe in Stockholm (im Bau, 1987)